# Papilles d'or
Les Papilles d'or (stylisées Papilles d'Or) sont un concours culinaire dans le département français de l'Essonne.
Créées en 2000 conjointement par la Chambre de commerce et d'industrie de l'Essonne et la Chambre de Métiers et de l'artisanat de l'Essonne, les Papilles d'Or visent « à promouvoir les commerces alimentaires auprès des consommateurs » en Essonne. Le jury est composé de professionnels et de consommateurs ; il décerne chaque année un classement par catégorie, de la boucherie ou boulangerie au restaurant gastronomique.
Le concours dispose du soutien du journaliste gastronomique Laurent Mariotte.